# Gangrena Gasosa (banda)
Gangrena Gasosa é uma banda carioca conhecida por incorporar elementos de umbanda e religiões afro-brasileiras em seu visual e músicas. A banda chamou atenção por cada integrante representar uma entidade, se vestindo como tal, e misturar crossover thrash com percussão e pontos de umbanda, mistura essa que foi batizada pelos membros da banda como Saravá metal.

## História

### Início, demos eWelcome to Terreiro(1990 - 1995)
Após assistirem a um show dos Ratos de Porão em 1990, Cid Mesquita e Chorão³ decidiram formar a banda com a ideia de misturar heavy metal com pontos de macumba. Nascia assim o "Saravá Metal". Com seu estilo despojado, rápido e agressivo, a banda tocou por dois anos em lugares como o Garage Art Cult até abrir um show dos Ratos de Porão, que estavam lançando o álbum Brasil no Circo Voador.
Ao invés de cultuar os demônios do black metal, a banda tinha como tema os Exus, pretos velhos, caboclos e pombagiras dos terreiros do Brasil. O visual tradicional também foi substituído por cartola de Exu Tranca-Rua, capa de Exu Caveira, filá de Omolu (uma peruca de palha ideal para o vocalista careca), charuto de Zé Pelintra e vestido vermelho de pombagira. Alguns meses depois a Gangrena Gasosa lançou a demo-tape Saravá Metal, logo ganhando prestígio pelo país, sendo apresentada pela imprensa como a primeira banda de saravá metal do mundo. Em 1993 lançou seu primeiro em vinil pela Rock It!, intitulado Welcome to Terreiro.
A partir de então, fez shows no lendário Garage da Rua Ceará, no Canecão, no Aeroanta em São Paulo e em Florianópolis, dentre outros.
Em 1994, Angelo Arede entra como baixista convidado na banda, gravando a coletânea Pérolas do Cancioneiro Popular, compostas pelo guitarrista Vladimir para o filme Gilamonster do baterista Cid, que contava ainda com as bandas Poindexter e Soutien Xiita Ainda e a demo Tape Cambonos From Hell. Angelo sai da banda por não acreditar na proposta do Saravá Metal e prefere ir integrar o Dorsal Atlântica gravando o álbum Straight e retornando em 1999 quando o álbum seguinte Smells Like a Tenda Spírita já tinha sido composto por Vladimir e Chorão. Eles deixam o amigo voltar após ter sido expulso do Dorsal Atlantica. Ele faz uma participação de 10 segundos no disco.

### Mudanças na formação,Smells Like a Tenda Spírita, turnê na Alemanha e o primeiro hiato (1998 - 2001)
No ano 2000 acontece o lançamento do segundo álbum de estúdio oficial, batizado de Smells Like a Tenda Spírita, pela Tamborete Records. As percussões de umbanda que antes eram sampleados nos shows, passaram a ser incorporados nas músicas devido a nova formação, que incluía o percussionista Fábio Lessa e o novo baterista Mutley, ex-Soutien Xiita. Adriano "Magrão" Papa tocou bateria entre 1996 e 1998, compondo as letras de clássicos importantes na história da banda, como "Timbalada de Caveira", "Bloodline Chupacabra", "Terreiro do Desmanche" e "Centro do Pica-Pau Amarelo", Todas composições do guitarrista Vladimir, mas acabou sendo substituído por Mutley antes da gravação do disco.

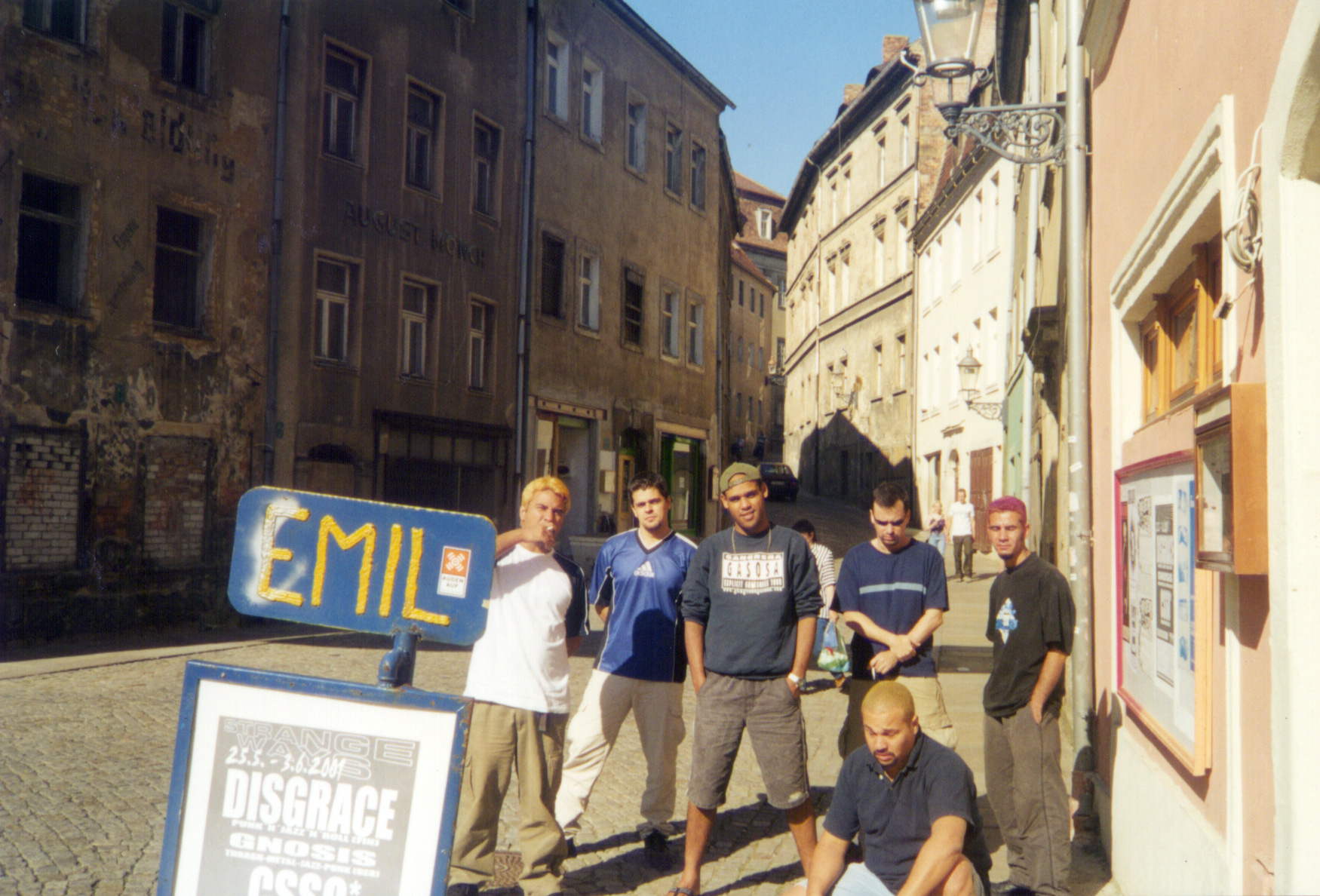
Explicit Grossness Tour - 2001

Em maio de 2001, a banda Gangrena Gasosa cumpriu uma agenda de shows pela Europa, divulgando o segundo álbum, Smells Like a Tenda Spírita. A turnê internacional, batizada de Explicit Grossness Tour foi composta por 28 shows na Alemanha e Áustria. No ano seguinte, após alguns shows Angelo e Ronaldo Chorão saem e a banda fica parada por um tempo.

#### Retorno, o EP 666, terceiro álbum e o DVD Desagradável (2006 - 2015)
No ano de 2004, o atual vocalista da Gangrena Gasosa, Angelo Arede conheceu o músico Anjo Caldas, percussionista da banda Catapulta e, atualmente membro da banda da cantora Elba Ramalho. Essa parceria deu início a reunião de antigos membros, Vladimir (guitarra) e Chorão³ (vocal), e resultou no retorno a banda à ativa. No ano seguinte, em 6 de junho de 2006 (6 de junho de 2006) foi lançado somente pela internet o EP 6/6/6, todas composições do guitarrista Vladimir.
Em 2008, a banda faz o primeiro show do retorno dia 31 de maio no SESC de Barra Mansa, com a seguinte formação: Angelo Arede – Zé Pelintra, Chorão³ – Omolu (vocal), Vladimir – Exu Caveira (guitarra), Renzo (ex baterista da D.F.C.) – Exu Mirim (bateria), Alexandre Monteiro - Tranca-Rua (baixo), Elijan (percussão). Desde então a banda se apresentou, entre outros, na 14º Edição do Goiânia Noise Festival e na edição 2010 do Porão do Rock, no Distrito Federal; e em novembro de 2011 lança o novo álbum, Se Deus É 10, Satanás É 666, também pela Tamborete Records.
Em 2013, a banda lançou o DVD Desagradável, contendo o registro de um show gravado em 2011 e um documentário sobre a sua trajetória. Dirigido por Fernando Rick, o filme tem depoimentos de músicos como Jello Biafra, João Gordo, Dado Villa-Lobos e Marcelo D2.
Em 2015, a Gangrena assinou a trilha sonora do longa-metragem As Fábulas Negras de Rodrigo Aragão, onde 5 diretores – entre eles José Mojica Marins, o “Zé do Caixão” – contam histórias do Folclore Brasileiro. O mesmo ano trouxe o retorno do “Amputação”, fanzine da banda que nessa 1ª edição contou com quadrinhos de 6 cartunistas, entre eles Allan Sieber e Angelo Arede, o Zé Pelintra vocalista da banda.

### Gente Ruim Só Manda Lembrança pra Quem Não Prestae disputa pelo nome Gangrena Gasosa (2017 - 2019)
Após uma campanha de crowdfunding bem-sucedida, a banda carioca Gangrena Gasosa lança em 2018 seu quarto álbum oficial de estúdio. Gravado no estúdio Dissenso em São Paulo com a produção de Iuri Freiberger e Angelo Arede Zé Pelintra, o disco foi gravado ao vivo e conta com onze faixas. Algumas já são conhecidas pelo público dos shows, como “Carnossauro Diet”, “Encosto” e “Terno do Zé”. Esta última foi trilha sonora do curta-metragem homônimo dirigido por Fabiano Soares.
O álbum marca também a estreia do novo vocalista Eder Santana (Omulu) que foi selecionado entre dezenas de candidatos após campanha para escolha do novo Omulu promovida nas redes sociais, apelidada por fãs como "The Voice Gangrena".
Em julho de 2018, é publicado no canal oficial da banda no YouTube um vídeo onde o vocalista, Angelo Arede, trouxe a público que vinha sofrendo ataques na internet vindos de ex-membros da banda. No vídeo, o vocalista relata que os integrantes Cid Mesquita, Felipe, Vladimir e Paulo Roberto constantemente o pressionavam para realizar um show em comemoração aos 20 anos do primeiro álbum da banda, Welcome to Terreiro. Após negar o pedido, os ex-integrantes começaram a vender os shows de comemoração anunciando a "verdadeira" Gangrena Gasosa e que fariam os shows com o nome. Com isso, Angelo registrou o nome da banda no INPI, o que foi considerado pelos ex-integrantes como uma traição e fez com que entrassem com a oposição.
No dia 30 de outubro de 2018, a banda anuncia que o INPI concedeu à banda o registro de uso exclusivo da marca Gangrena Gasosa. Atualmente, os ex-integrantes da banda se apresentam tocando músicas dos dois primeiros álbuns da banda com o nome Gangrena Raiz.

#### Gangrena Gasosa no Estúdio Showlivre (Ao Vivo) (2019)
Se apresentam ao vivo no dia 24 de maio de 2019 no programa Estúdio Showlivre, apresentado por Clemente Tadeu (Inocentes e Plebe Rude) e transmitido mundialmente pelo YouTube. Essa apresentação rendeu um álbum ao vivo de mesmo título, disponível nas plataformas de streaming.
O programa já conta com Alex Porto como baterista substituindo Renzo Borges, que saiu por motivos pessoais. Alex Porto é baterista profissional no Rio de Janeiro de longa data e já passou por bandas como Uns e Outros, Prophecy e WarFX, se apresentando pela primeira vez com a banda em no dia 10 de maio de 2019 em Madureira.

#### Kizila EP (2020)
Em janeiro de 2020, já com a banda anuncia sua participação no festival Abril Pro Rock, em Recife, junto com o lançamento de um EP chamado Kizila. O festival foi adiado por tempo indeterminado por conta da pandemia de Coronavírus.

#### Saída de Eder e nova formação (2021)
Em 18 de novembro de 2021 a banda anunciou através de suas redes sociais a saída amistosa de Eder Santana, que se mudou para o Uruguai. Em seu lugar, foi anunciado como novo vocalista o multi-instrumentista, ogã e intérprete de pontos Davi Sterminium.

#### Retorno aos palcos pós-pandemia (2022)
A banda retorna aos palcos no dia 24 de março de 2022 na turnê especial “Desgraça Pouca é Bobagem” junto com a banda Test e outras convidadas que passou por Santa Catarina e Paraná.

#### Gangrena Gasosa no Rock in Rio 2022
No dia 4 de abril de 2022, o Rock in Rio anunciou a banda fechando o dia 2 de setembro no Espaço Favela. Nesse dia, apelidado Dia do Metal, também se apresentam as bandas Iron Maiden, Dream Theater, Megadeth, Sepultura + Orquestra Sinfônica Brasileira, Living Colour + Steve Vai e Bullet for My Valentine.
Após a apresentação, a banda lança o single “Headboomer”, que havia sido apresentada ao público pela primeira vez na apresentação da banda no Rock in Rio. Na sequência, sai o single "Rei do Cemitério".

### Festivais eFiga of the Dark(2023 - presente)
Em 2023, a banda inicia a turnê se apresentando no festival Bloco dos Camisas Preta – Especial 10 Anos. em fevereiro. Em maio, se apresenta na edição comemorativa de 30 anos do lendário Abril Pro Rock, em Recife.
Em 26 de janeiro de 2024, a percussionista Ge Vasconcelos deixa a banda e, posteriormente, acusa um dos integrantes de importunação sexual.
Em 30 de agosto de 2024, a banda lança o álbum Figa of the Dark (título parodiado de Fear of the Dark, nono álbum de estúdio da banda britânica de heavy metal Iron Maiden), que tem repertório composto por oito músicas inéditas e pela regravação de "Pra fuder" (2015).

## Integrantes

#### Formação atual
- Angelo Arede (Zé Pelintra) - vocal
- Davi Sterminium (Omulú) - vocal
- Minoru Murakami (Exu Caveira) - guitarra
- Diego Padilha (Tranca Rua) - baixo
- Paula Perez (Pombagira Rainha de Lúcifer) - percussão
- Alex Porto (Exu Tiriri) - bateria

#### Ex-integrantes
- Ronaldo Lima (Chorão³) - vocal
- Tony Vomito - vocal
- Paulão - vocal
- Rocco - vocal
- Cristiano Dias - vocal
- Denilson Pacheco - guitarra
- Vladimir Rodriguez - guitarra
- Alexandre Reder - guitarra
- Marcus - guitarra
- Luciano - guitarra
- Sapato - baixo
- Moreno - baixo
- Felipe Coelho - baixo
- Anjo Caldas - percussão
- Fábio Lessa - percussão
- Heitor Peralles - percussão
- Elijan "Mutley" Rodrigues - percussão, bateria
- Renzo Borges - bateria
- Thiago Rafael - bateria
- Cid Mesquita - bateria
- Adriano "Magrão" - bateria
- Gê Vasconcelos - percussão

## Discografia

### Álbuns de estúdio
- Welcome to Terreiro (1993)
- Smells Like a Tenda Spirita (2000)
- Se Deus É 10, Satanás É 666 (2011)
- Gente Ruim Só Manda Lembrança Pra Quem Não Presta (2018)
- Figa of the Dark (2024)

### EPs
- 6/6/6 (2006)
- Kizila (2020)

### DVDs
- Desagradável (2013)